# Vicia lecomtei
Vicia lecomtei là một loài thực vật có hoa trong họ Đậu. Loài này được Humbert & Maire miêu tả khoa học đầu tiên.